# Арамбула, Арасели
Арасе́ли Ара́мбула Жакс (исп. Aracely Arámbula Jacques; род. 6 марта 1975, Чиуауа, Чиуауа, Мексика) — мексиканская актриса, фотомодель и певица.

## Биография
Арасели Арамбула Жакс родилась 6 марта 1975 года в Чиуауа (штат Чиуауа, Мексика). У Арасели есть брат — врач и её менеджер.

## Карьера
Имя Арасели Арамбула впервые упоминалось в 1993 году, когда она была выбрана для Rostro del Heraldo de México. Арасели дебютировала в кино в 1994 году, сыграв роль в телесериале «Узник любви». В 2013 году Арасели Арамбула стала главной героиней сериала "La patrona". А также она сыграла в теленовеле "Los Miserables" в роли Лусии Дуран вместе с Эриком Хайсером, Айлин Мухикой и Габриелем Поррасом. Всего Арамбула сыграла в около 20-ти фильмах и телесериалах. Также Арасели является фотомоделью и певицей.

## Личная жизнь
В 2005—2009 года Арасели состояла в фактическом браке с музыкантом Луисом Мигелем (род.1970). У бывшей пары есть два сына — Мигель Бастери (род.01.01.2007) и Даниэль Бастери (род.18.12.2008).